# کلیسای حواریون، آنی
کلیسای حواریون (آنی) (به ارمنی Սուրբ Առաքելոց եկեղեցի - به انگلیسی CHURCH OF THE HOLY APOSTLES)، کلیسایی است متعلق به ارمنیان که شروع ساخت آن در سال ۱۰۰۴ میلادی است و در سال ۱۰۳۱ میلادی به پایان رسیده است. این کلیسا در آنی (شهر باستانی) نزدیکی شهر استان قارص در ترکیه، (ارمنستان غربی) می‌باشد.

## نگارخانه

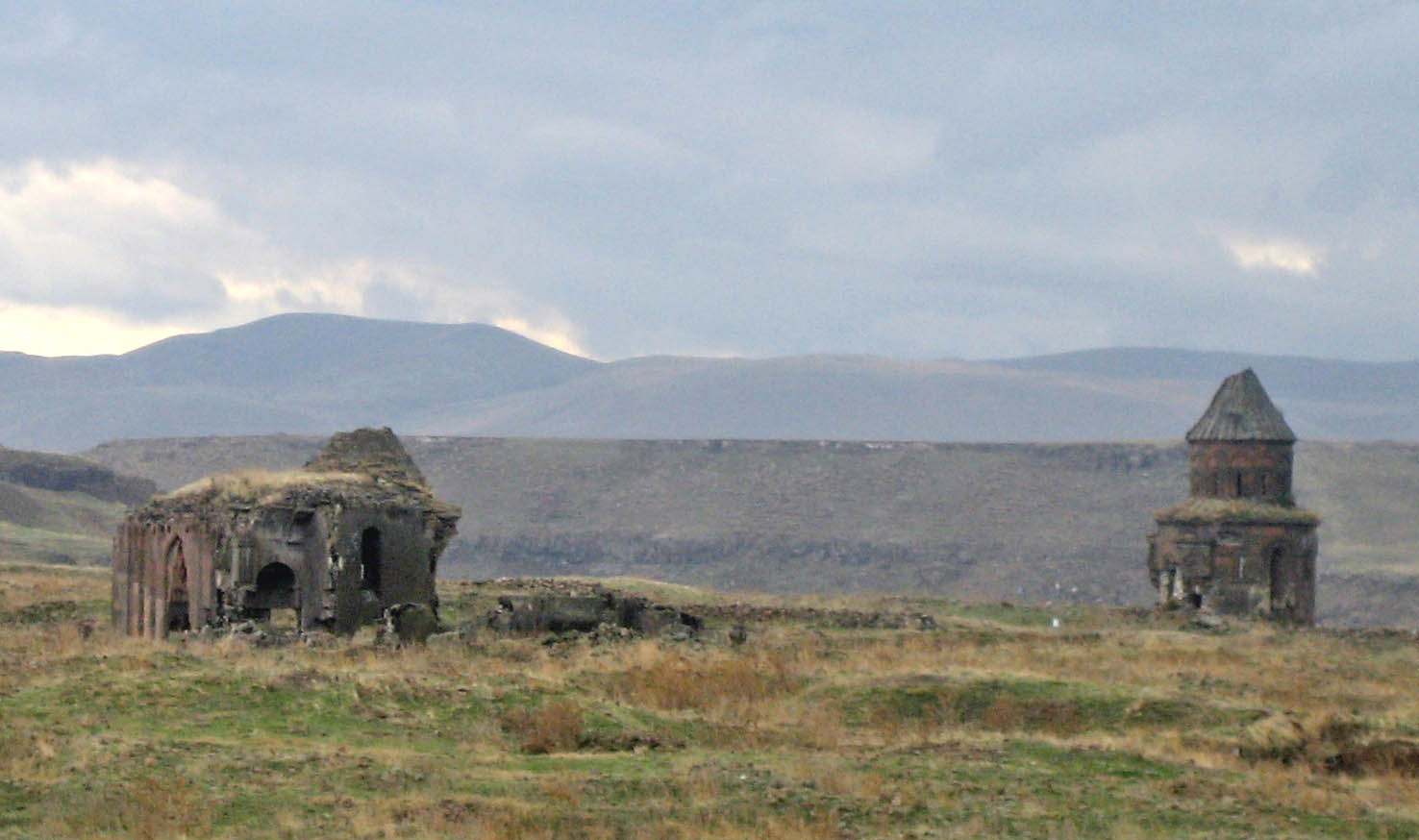
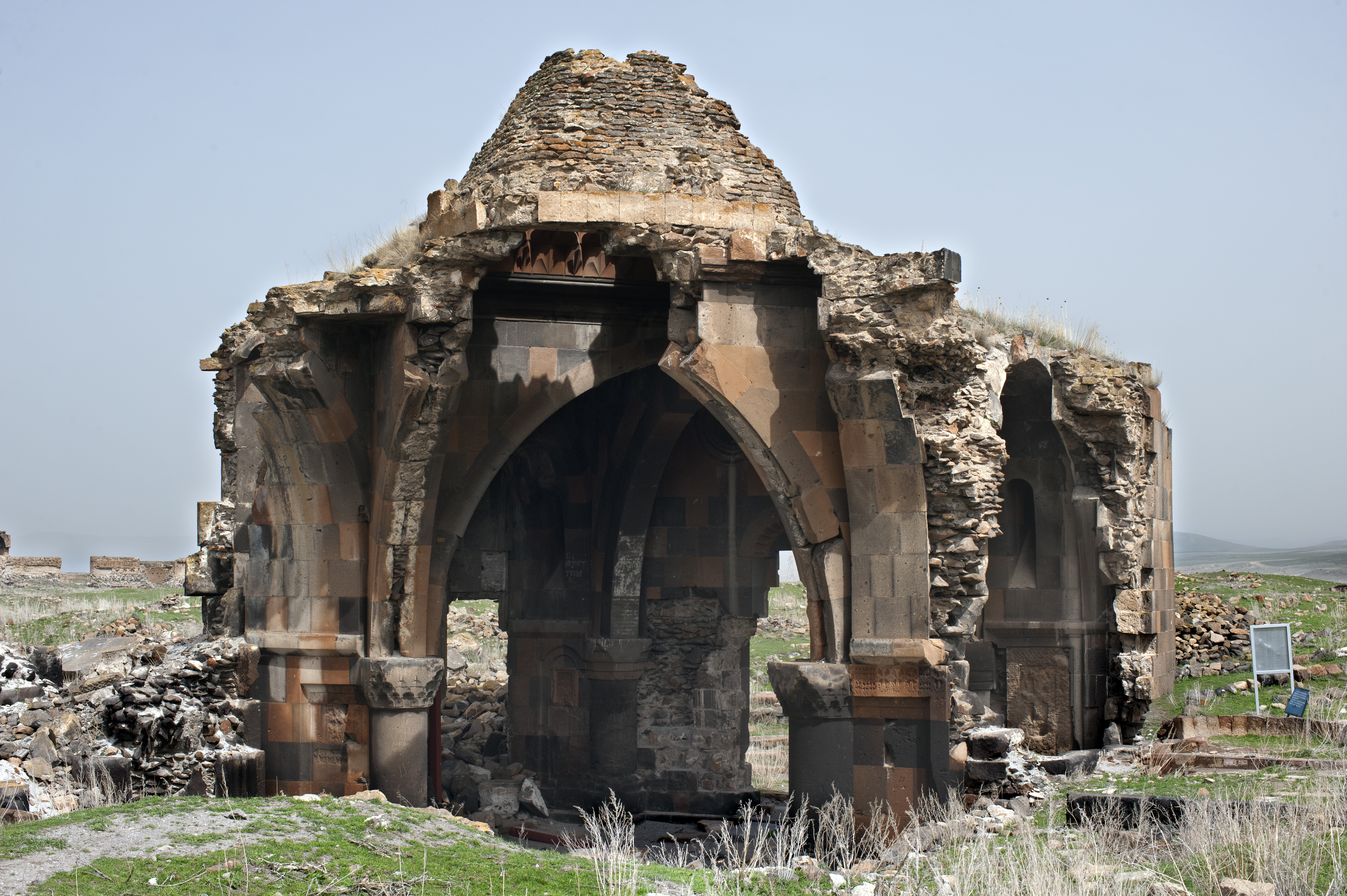
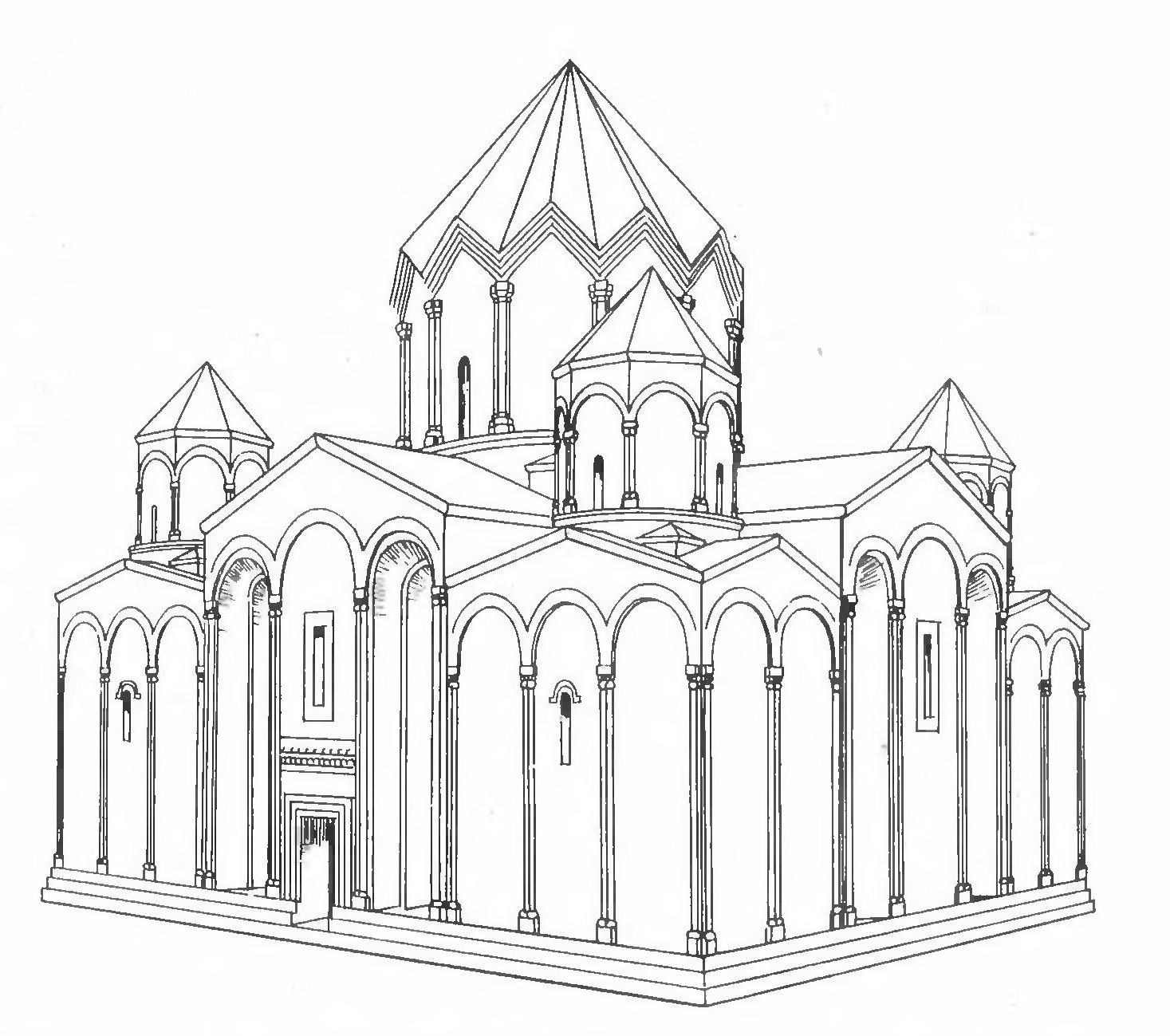